# Campionato del mondo di scacchi 1969
Il campionato del mondo di scacchi 1969 vide affrontarsi, come nel mondiale precedente, il campione in carica Tigran Petrosian e Boris Spassky; quest'ultimo conquistò il titolo vincendo 12,5-10,5. La sfida si svolse a Mosca tra il 14 aprile e il 17 giugno.

## Qualificazioni
Il torneo interzonale si svolse a Susa, in Tunisia, tra il 5 ottobre e il 5 novembre 1967. Organizzato con la formula del girone all'italiana, inizialmente erano previsti 25 partecipanti; Oscar Panno e Julio Bolbochán tuttavia non si presentarono, mentre Robert Fischer abbandonò la competizione dopo dieci turni a causa di dissidi con gli organizzatori. Le partite giocate contro di lui non contarono per la classifica finale.
Sei giocatori si qualificarono per i match che avrebbero deciso lo sfidante per il campionato mondiale; essendo arrivati sesti a pari merito, Reshevsky, Hort e Štejn si affrontarono in uno spareggio a Los Angeles, che tuttavia finì pari. Reshevsky si qualificò allora per spareggio tecnico.
I match dei candidati furono delle sfide individuali, ad eliminazione diretta, tra otto giocatori (i sei dell'interzonale più Boris Spasskij (sfidante per il titolo di campione del mondo) e Michail Tal' (che aveva perso l'ultima finale dei candidati). Le sfide si svolsero al meglio delle dieci partite per i primi turni, e al meglio delle dodici la finale.
|  | Quarti            | Quarti            | Quarti         |                |                | Semifinali     | Semifinali | Semifinali |  |  | Finale | Finale | Finale |  |
|  |                   |                   |                |                |                |                |            |            |  |  |        |        |        |  |
|  | Juchym Heller     | Juchym Heller     | 2,5            |                |                |                |            |            |  |  |        |        |        |  |
|  | Juchym Heller     | Juchym Heller     | 2,5            |                |                |                |            |            |  |  |        |        |        |  |
|  | Boris Spasskij    | Boris Spasskij    | 5,5            |                |                |                |            |            |  |  |        |        |        |  |
|  | Boris Spasskij    | Boris Spasskij    | 5,5            |                | Boris Spasskij | Boris Spasskij | 5,5        |            |  |  |        |        |        |  |
|  |                   |                   |                |                | Boris Spasskij | Boris Spasskij | 5,5        |            |  |  |        |        |        |  |
|  |                   |                   | Bent Larsen    | Bent Larsen    | 2,5            |                |            |            |  |  |        |        |        |  |
|  | Lajos Portisch    | Lajos Portisch    | Bent Larsen    | Bent Larsen    | 2,5            | 4,5            |            |            |  |  |        |        |        |  |
|  | Lajos Portisch    | Lajos Portisch    |                |                |                |                |            |            |  |  |        |        |        |  |
|  | Bent Larsen       | Bent Larsen       | 5,5            |                |                |                |            |            |  |  |        |        |        |  |
|  | Bent Larsen       | Bent Larsen       | 5,5            |                | Boris Spasskij | Boris Spasskij | 6,5        |            |  |  |        |        |        |  |
|  |                   |                   |                |                |                |                |            |            |  |  |        |        |        |  |
|  |                   |                   | Viktor Korčnoj | Viktor Korčnoj | 3,5            |                |            |            |  |  |        |        |        |  |
|  | Samuel Reshevsky  | Samuel Reshevsky  | Viktor Korčnoj | Viktor Korčnoj | 3,5            | 2,5            |            |            |  |  |        |        |        |  |
|  | Samuel Reshevsky  | Samuel Reshevsky  |                |                |                |                |            |            |  |  |        |        |        |  |
|  | Viktor Korčnoj    | Viktor Korčnoj    | 5,5            |                |                |                |            |            |  |  |        |        |        |  |
|  | Viktor Korčnoj    | Viktor Korčnoj    | 5,5            |                | Viktor Korčnoj | Viktor Korčnoj | 5,5        |            |  |  |        |        |        |  |
|  |                   |                   |                |                | Viktor Korčnoj | Viktor Korčnoj | 5,5        |            |  |  |        |        |        |  |
|  |                   |                   | Michail Tal'   | Michail Tal'   | 4,5            |                |            |            |  |  |        |        |        |  |
|  | Michail Tal'      | Michail Tal'      | Michail Tal'   | Michail Tal'   | 4,5            | 5,5            |            |            |  |  |        |        |        |  |
|  | Michail Tal'      | Michail Tal'      |                |                |                |                |            |            |  |  |        |        |        |  |
|  | Svetozar Gligorić | Svetozar Gligorić | 2,5            |                |                |                |            |            |  |  |        |        |        |  |

Larsen e Tal' disputarono un match per il terzo posto, che garantiva la qualificazione al successivo interzonale. Larsen vinse per 5,5 a 2,5.

## Campionato mondiale
|                                      | 1 | 2 | 3 | 4 | 5 | 6 | 7 | 8 | 9 | 10 | 11 | 12 | 13 | 14 | 15 | 16 | 17 | 18 | 19 | 20 | 21 | 22 | 23 | 24 | Totale |
| ------------------------------------ | - | - | - | - | - | - | - | - | - | -- | -- | -- | -- | -- | -- | -- | -- | -- | -- | -- | -- | -- | -- | -- | ------ |
| Boris Spasskij ( Unione Sovietica)   | 0 | ½ | ½ | 1 | 1 | ½ | ½ | 1 | ½ | 0  | 0  | ½  | ½  | ½  | ½  | ½  | 1  | ½  | 1  | 0  | 1  | ½  | ½  | -  | 12½    |
| Tigran Petrosyan ( Unione Sovietica) | 1 | ½ | ½ | 0 | 0 | ½ | ½ | 0 | ½ | 1  | 1  | ½  | ½  | ½  | ½  | ½  | 0  | ½  | 0  | 1  | 0  | ½  | ½  | -  | 10½    |